# Gogolin

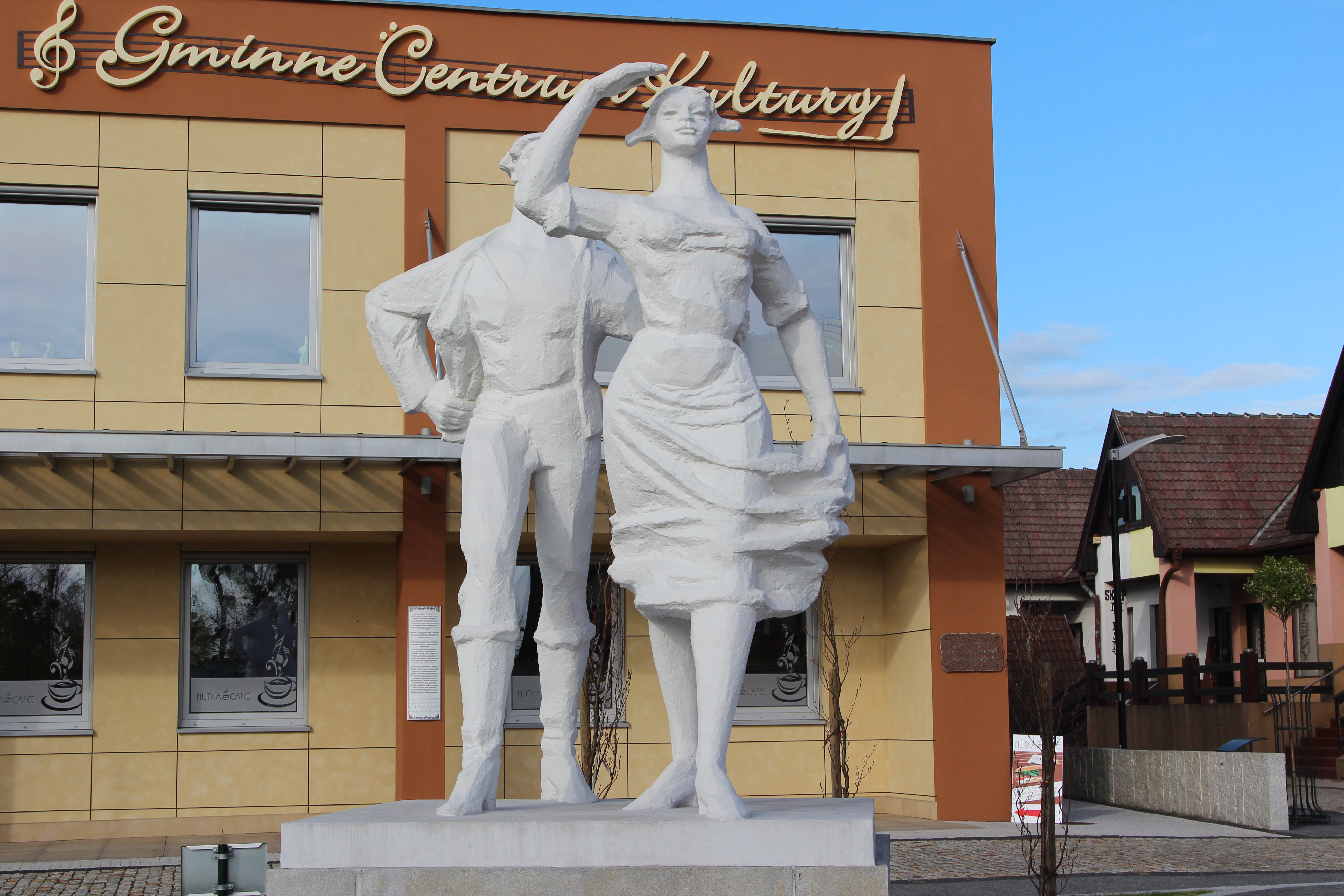
Socha Karliczka a Karolinky

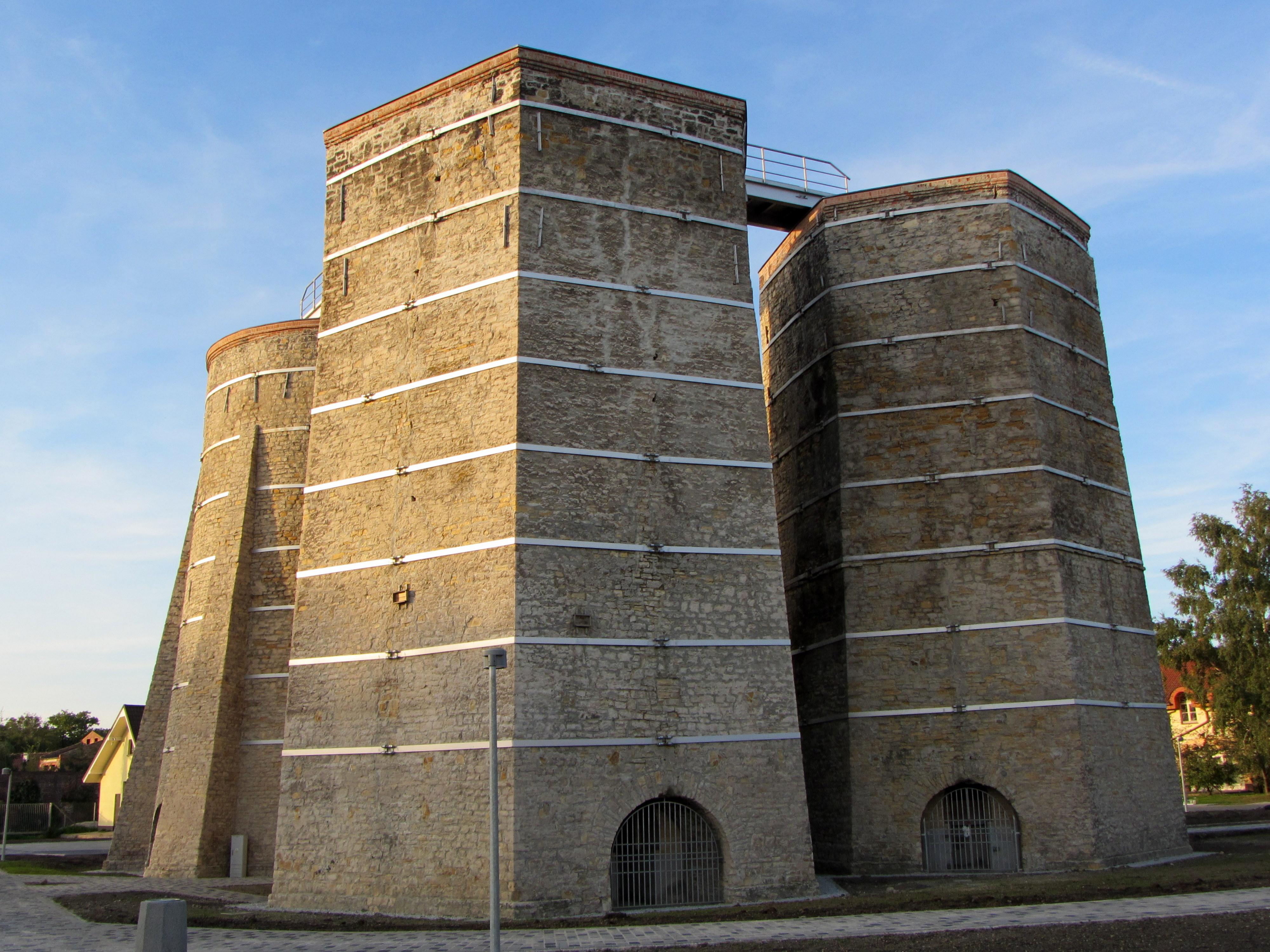
Gogolinské vápenky

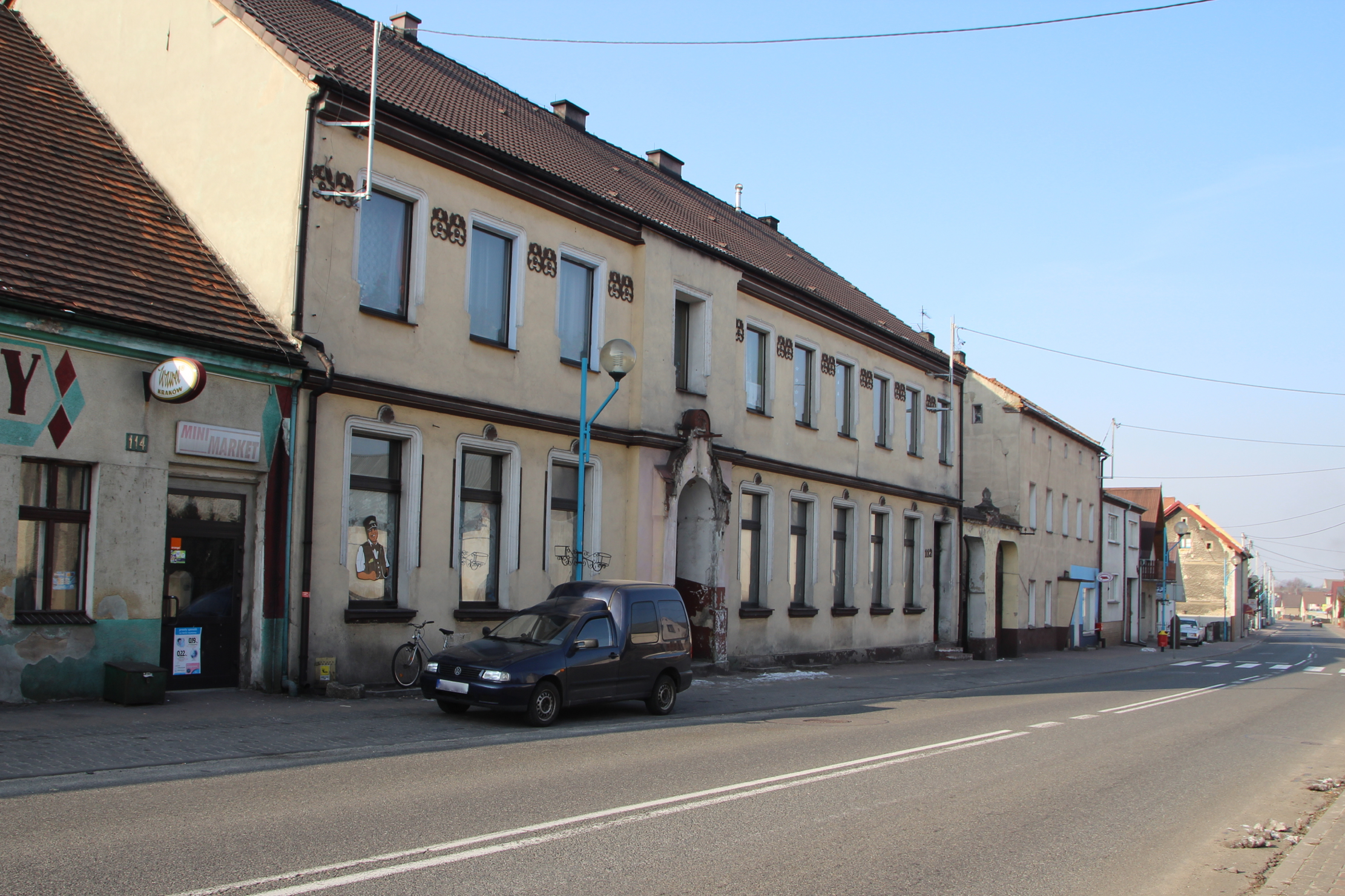
Ulice Strzelecka

Gogolin je město v jižním Polsku v Opolském vojvodství v okrese Krapkowice, sídlo stejnojmenné gminy. Leží na historickém území Horního Slezska zhruba 20 km jižně od Opolí na železniční trase Bohumín – Kandřín-Kozlí – Opolí. Sousedí na západě s městem Krapkowice. V roce 2024 mělo 6 418 obyvatel. Při posledním sčítání lidu 2011 se jich 19,7 % hlásilo k německé národnosti Od roku 2010 je město oficiálně dvojjazyčné.

## Dějiny
První písemná zmínka o Gogolinu pochází z roku 1223.
Obec sdílela osud Opolského knížectví, potažmo v letech 1313–1460 Střeleckého, tedy byla až do roku 1742 součástí Zemí Koruny české. Po první slezské válce připadla Prusku a na území německého státu (Německého císařství, Výmarské republiky, Třetí říše) se nacházela až do roku 1945.
Roku 1845 přijel do Gogolina první vlak. Byla sem umístěna stanice Hornoslezské dráhy, která spojila Horní Slezsko s Vratislaví a zároveň byla součástí tehdy nejkratšího spojení mezi Berlínem a Vídní. Druhým faktorem přispívajícím k postupné proměně zemědělské vesnice v sídlo městského rázu byl rozvoj vápenického průmyslu, na který upomínají dochované vápenné pece z druhé poloviny 19. století.
V hornoslezském plebiscitu v březnu 1921 se 56,9 % obyvatel vyslovilo pro setrvání v Německu. Obec byla připojena k Polsku až po druhé světové válce.
V roce 1958 získal Gogolin status sídla městského typu a v roce 1967 městská práva. Roku 1958 byly též přičleněny dříve samostatné vesnice Karłubiec/Karlubitz (nyní západní část města směrem na Krapkowice) a Strzebniów/Strebinow (jihovýchodně od centra).
Jakožto součást etnicky smíšeného opolského regionu nebyl Gogolin po druhé světové válce podroben důslednému odsunu autochtonní německé populace a v 90. letech se stal střediskem aktivit německé menšiny a baštou její politické reprezentace Mniejszość Niemiecka – Deutsche Minderheit. K německé národnosti se hlásilo v roce 2002 17 % (včetně národností slezské a neuvedené činil podíl národností jiných než polská 41,4 %) a v roce 2011 19,7 % obyvatel. Roku 2010 byla zavedena dvojjazyčnost.

## Pamětihodnosti
- Soubor historických vápenek z druhé poloviny 19. století: tři se nachází přímo v centru jižně od nádraží, tři další v severní části města v ulici Krótka;
- Pseudogotický katolický kostel Nejsvětějšího Srdce Páně z roku 1901;
- Evangelický kostel ve stylu s pseudogotickými a pseudorománskými prvky z roku 1909;
- Židovský hřbitov založený v roce 1862;
- Radnice z roku 1930, ukázka německého „heimatstilu“;
- Socha Karlíka a Karolinky na náměstí u nádraží a kulturního domu – upomíná na slezskou lidovou píseň Poszła Karolinka do Gogolina (Šla Karolínka do Gogolina)[6], která proslavila jméno města v celém regionu a díky častému předvádění folklorními soubory i mimo něj;

## Doprava
Gogolin je napojen na dálnici A4 (sjezd Krapkowice se nachází na gogolinském katastru). Procházejí jím také krajské silnice směrem na Opolí, Strzelce Opolskie a Kandřín-Kozlí.
Město leží na hlavní železniční trase Bohumín – Kandřín-Kozlí – Opolí. Ve stanici Gogolin zastavují kromě regionálních vlaků do Opolí, Ratiboře, Vratislavi apod. i některé dálkové spoje do takových destinací jako Bílsko-Bělá, Zakopané, Svinoústí či Bydhošť. Osobní provoz na vedlejší trati Gogolin – Prudník byl zastaven v roce 1990 a po povodních roku 1997 došlo k rozebrání jejího poničeného úseku z Gogolina do Krapkowic.
Autobusovou dopravu zajišťují dopravní podniky PKS Strzelce Opolskie a PKS Opole a také minibusový dopravce LUZ.

## Partnerská města
- Jablunkov (Česko, Moravskoslezský kraj), 1998
- Kysucké Nové Mesto (Slovensko, Žilinský kraj), 2014
- Łodygowice (Polsko, Slezské vojvodství), 2003
- Mykolajiv (Ukrajina, Mykolajivská oblast), 2013
- Schongau (Německo, Bavorsko), 1996
- Zwierzyniec (Polsko, Lublinské vojvodství), 2007